# Jakow Abramowitsch Kornfeld
Jakow Abramowitsch Kornfeld, geboren Jakow Chaim-Abramowitsch Korenfeld, (russisch Яков Абрамович Корнфельд; * 12. Februarjul. / 24. Februar 1896greg. in Berdytschiw; † 4. Juni 1962 in Moskau) war ein sowjetischer Architekt und Hochschullehrer.

## Leben
Kornfeld wurde 1909–1914 in der Architektur-Abteilung der Kiewer Kunstschule zum Architektenassistenten und Zeichenlehrer ausgebildet. 1915 begann er das Studium an der Kunsthochschule an der Kaiserlichen Akademie der Künste in Petrograd. Nach der Oktoberrevolution studierte er 1921–1924 an den Höheren Künstlerisch-Technischen Werkstätten in Moskau.
In den 1920er Jahren war Kornfeld ein Vertreter des Konstruktivismus. 1925 schloss er sich der Vereinigung der Gegenwartsarchitekten (OSA) an. 1826–1928 war er Geschäftsführungsmitglied der Moskauer Architekturgesellschaft. 1927 beteiligte er sich an der ersten OSA-Ausstellung. 1929 wurde er Mitarbeiter des Architekturberatungsbüros beim Gewerkschaftszentralsowjet. In den 1930er Jahren arbeitete er als Architekt beim Unionskinoprojekt mit. Ab 1934 lehrte er am Moskauer Architektur-Institut.
Kornfelds Urne wurde im Kolumbarium des Donskoi-Friedhofs beigesetzt.

## Werke

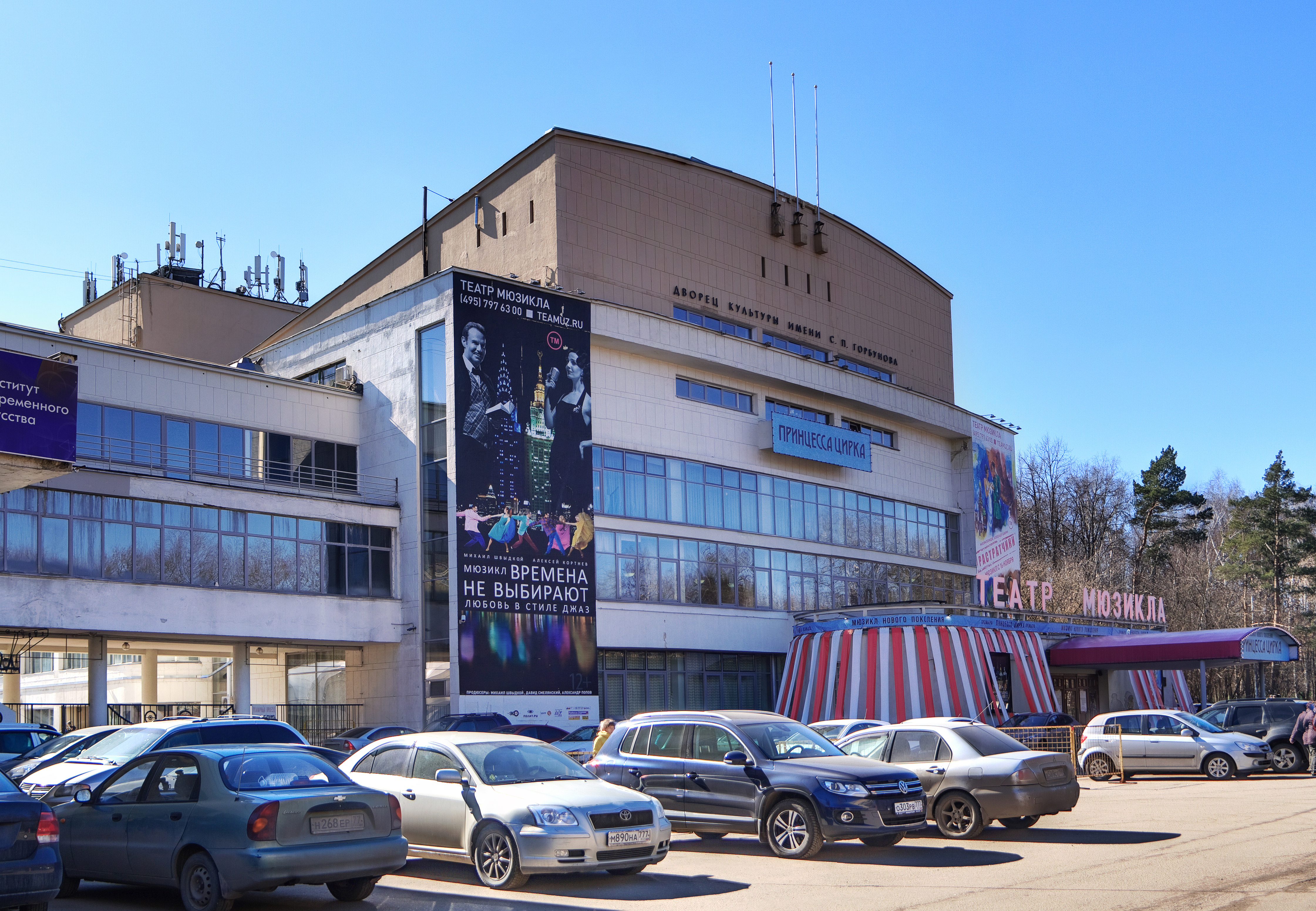
Gorbunow-Kulturpalast (1931–1938),[2] Nowosawodskaja Uliza 27, Moskau
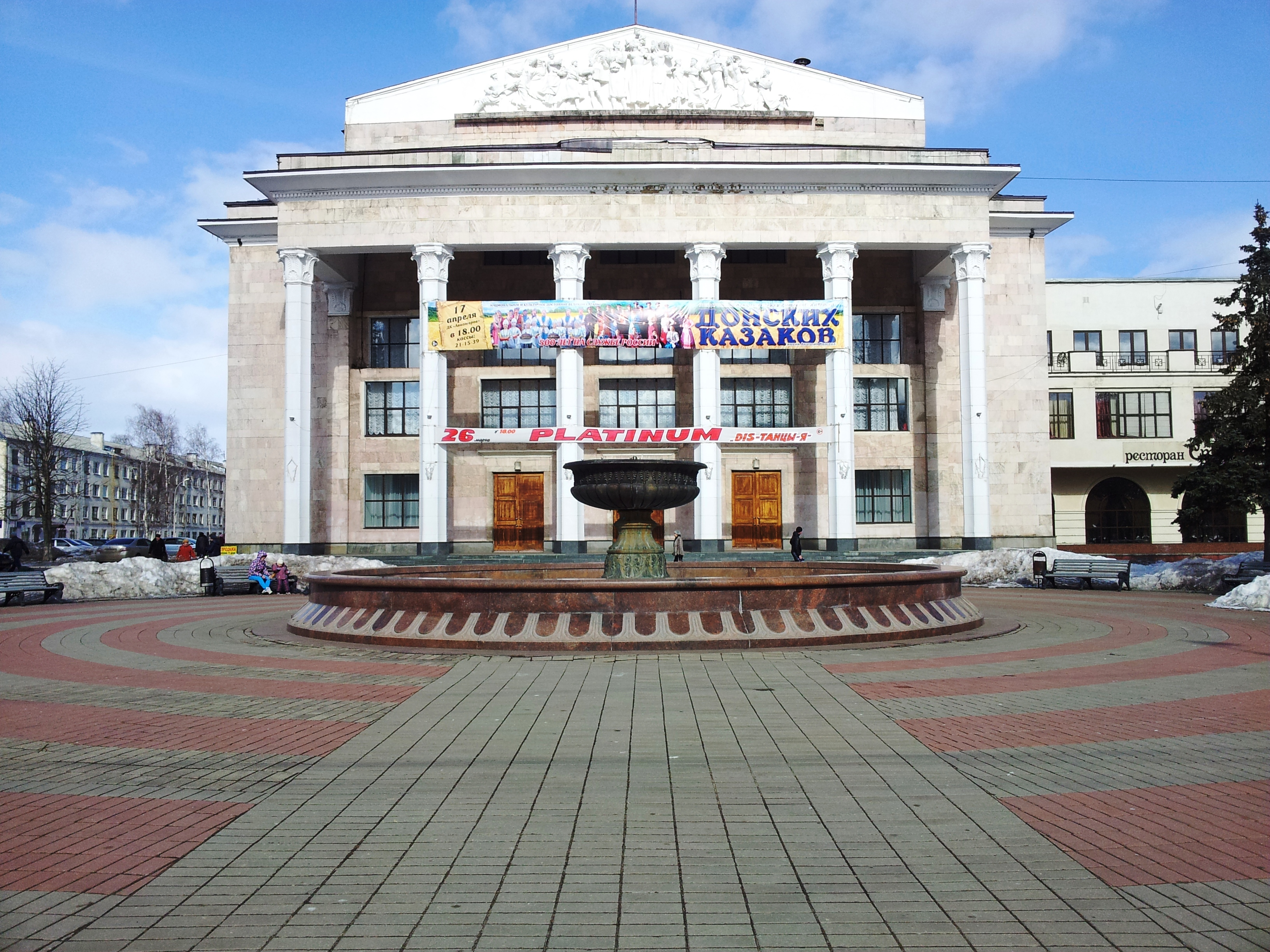
Kulturpalast des Motorenwerks in Rybinsk (1932–1937)
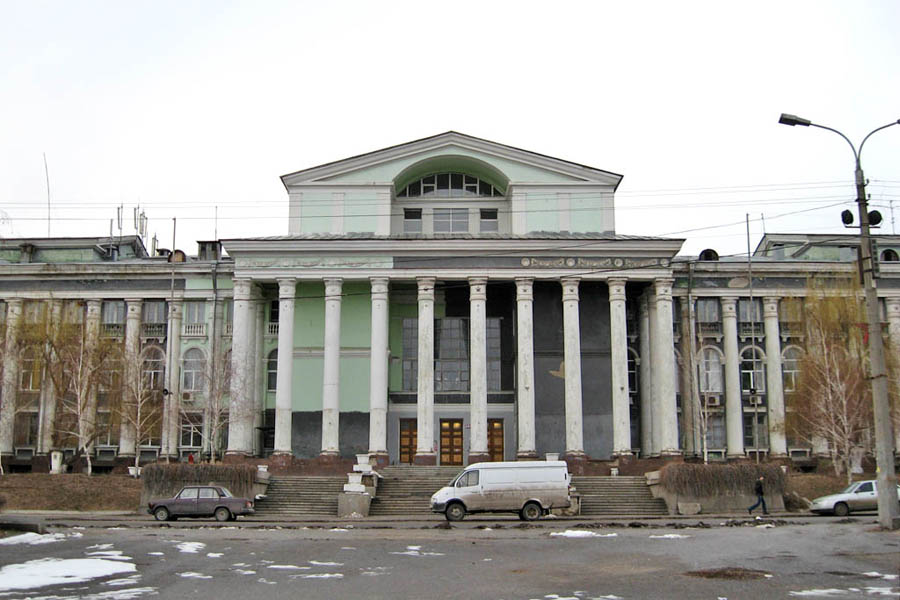
Lenin-Kulturpalast (1962), Wolgograd
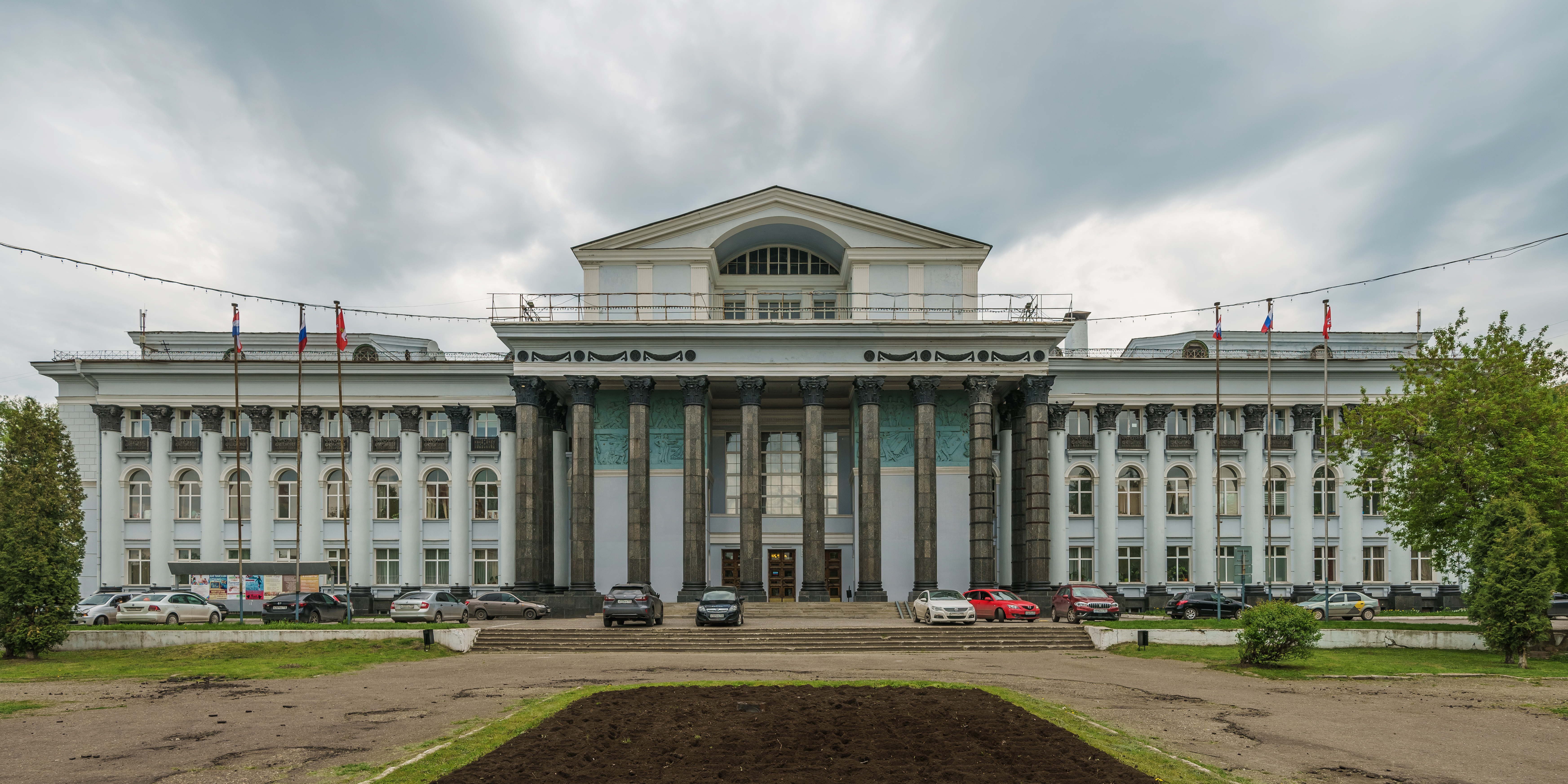
Lenin-Kulturpalast (1963 zusammen mit M. T. Saikin), Perm